# Flashpoint Archive
Flashpoint Archive (anciennement BlueMaxima's Flashpoint) est un projet d'archivage et de conservation qui permet aux jeux par navigateur, aux animations Web et à d'autres applications Web riche (Rich Internet Application, RIA), en général d'être joués dans un format sécurisé, depuis que tous les principaux navigateurs ont supprimé la prise en charge native des plugins NPAPI / PPAPI au milieu et à la fin des années 2010 ainsi que la dépréciation des plugins,,. Le projet contient plus de 200 000 applications provenant de plus de 120 plugins de navigateur, notamment Adobe Flash, qui peuvent être installés et lus à l'aide du lanceur Flashpoint fourni et de ses outils associés.

## Histoire
Le projet a été lancé par l'Australien Ben « BlueMaxima » Latimore fin 2017, initialement dans le cadre d'un projet de l'Archive Team (en),,, groupe dédié à l'archivage du web cofondé par Jason Scott en 2009. Le projet a depuis développé un lanceur pour jouer aux jeux et visualiser les animations archivés. Il a atteint une taille totale de 1,68 To. Le projet permet de jouer à des jeux via un proxy qui reçoit et bloque toutes les requêtes et appels Web nécessaires, contournant ainsi tout DRM reposant sur le Web,. BlueMaxima a quitté la tête du projet début 2023 afin de se consacrer à d'autres projets, notamment en terminant un livre consacré à l'histoire ancienne des jeux Web tenant son nom de Flashpoint.

## Plugins pris en charge
Bien que tenant son nom de Flash et principalement axés sur son contenu, des médias utilisant d'autres plugins Web abandonnés sont également archivés et préservés, notamment Shockwave, Microsoft Silverlight, les applets Java et Unity Web Player, ainsi que des frameworks logiciels tels qu'ActiveX. D'autres technologies Web actuellement utilisées sont également préservées dans Flashpoint, comme HTML5. A la sortie de Flashpoint 13, 126 technologies Web étaient répertoriées comme étant préservées.

## Légalité
La légalité du projet a été décrite comme « peu claire », mais les créateurs qui ne souhaitent pas que leurs jeux soient inclus peuvent demander leur retrait. Nitrome a ainsi retiré ses jeux des archives en 2020, car ils prévoyaient de refaire leurs jeux sous HTML5,.

## Éditions
Il existe actuellement deux éditions de Flashpoint : Infinity et Ultimate.
- L'édition Infinity est un lanceur officiel qui télécharge et gère les jeux pour l'utilisateur, ce qui offre une alternative au téléchargement de l'intégralité de l'archive.

- L'édition Ultimate contient tous les jeux et animations archivés préinstallés et est conçue pour être utilisée par les archivistes[22].

Les anciennes versions du lanceur incluaient également une édition Core, qui était une version avec un contenu limité inclus, conçue pour être utilisée par des archivistes pour ajouter des jeux à l'archive. Cette édition a depuis été fusionnée avec Infinity en tant que mode séparé et ce à partir de Flashpoint 12.

## Réception par la communauté
Flashpoint a été salué pour son action autour du projet de préservation et pour l'accès facile assuré par le lanceur qu'il fournit.
Flashpoint a également conduit à la création d'un projet similaire, Kahvibreak, qui se consacre à la préservation des jeux mobiles Java utilisés sur les téléphones classiques dans les années 2000.